# Campeonato Mundial de Fórmula 1 de 1994
A Temporada de Fórmula 1 de 1994 foi a 45ª realizada pela FIA. Teve como campeão o alemão Michael Schumacher, da equipe Benetton, e o vice-campeão foi o inglês Damon Hill, da Williams.
A temporada foi marcada pelas mortes do austríaco Roland Ratzenberger (no treino classificatório do Grande Prêmio de San Marino) e do tricampeão Ayrton Senna, também no GP de San Marino. Ocorreram mais acidentes graves, como os de Rubens Barrichello (no treino de sexta-feira em San Marino), o de Karl Wendlinger, em Monte Carlo (também nos treinos), Pedro Lamy (durante teste em Silverstone), Andrea Montermini, na Catalunha (também nos treinos), Jean Alesi e J.J. Lehto (ambos durante testes) mas sem consequências fatais. A quantidade de acidentes graves aumentou muito, por causa da proibição de todos os sistemas eletrônicos do carro como a suspensão ativa, o controle de tração, cambio automático, acelerador eletrônico, freios ABS e o diferencial autoblocante ajustável. Eles ajudavam na estabilidade dos carros na pista, na tentativa de proporcionar um maior equilíbrio entre as equipes, apesar de tudo o carro ainda era um dos melhores do grid, só que Senna tinha dificuldades de evoluir o equipamento. Pelos acidentes e mortes, a Fórmula 1, na sua organização e no seu formato de disputa naquele momento, voltou a ser alvo de pesadas críticas por parte da opinião pública mundial, chegando a perder em faturamento e audiência (sobretudo com a morte de Senna, o grande ídolo da categoria no início dos anos 90), fatores somados que levaram a FIA a repensar as regras e critérios para as temporadas seguintes, principalmente no tocante à segurança. Com efeito, desde então mais nenhuma morte foi registrada na Fórmula 1 até o ano de 2015 quando, 21 anos depois, o piloto francês Jules Bianchi veio a falecer em decorrência dos ferimentos causados em acidente sofrido no GP do Japão em outubro de 2014. Muitos consideram a temporada de 1994 o início de uma nova era dentro da categoria, que agora foi dominada pelos alemães.
Foi a derradeira temporada das equipes Lotus (que voltou à categoria em 2010 e mudou seu nome para Caterham F1 Team além de ter comprado a equipe Renault) e Larrousse (que chegou a se inscrever para a temporada de 1995, mas desistiu por problemas financeiros). Também foi a última temporada de Ayrton Senna, J. J. Lehto, Philippe Alliot (duas corridas), Christian Fittipaldi, Éric Bernard, Andrea de Cesaris (duas corridas pela Jordan e as demais pela Sauber antes de dar lugar a Lehto), Yannick Dalmas (também duas provas), Érik Comas, Michele Alboreto, David Brabham, Jean-Marc Gounon e Paul Belmondo (duas corridas).
Marcou também as estreias das equipes Simtek e Pacific, e dos pilotos David Coulthard, Heinz-Harald Frentzen, Jos Verstappen, Mika Salo, Olivier Panis, Jean-Denis Délétraz, Andrea Montermini, Domenico Schiattarella e Taki Inoue.
Nigel Mansell, Philippe Adams, Aguri Suzuki, Olivier Beretta, Hideki Noda e Franck Lagorce fizeram apenas "participações especiais" durante a temporada, sendo que o campeão Mansell, pela Williams (em substituição a David Coulthard e, por extensão, a Ayrton Senna), disputou quatro corridas e venceu a última da temporada - o GP da Austrália, que também foi a última vitória da sua carreira - e o monegasco Beretta disputou dez etapas. Adams, Suzuki, Noda e Lagorce disputaram uma ou duas etapas.

## Pilotos e construtores
| Vice-campeão     | Campeão            | 3º Lugar       |
|                  |                    |                |
| Damon Hill       | Michael Schumacher | Gerhard Berger |
| Williams Renault | Benetton Ford      | Ferrari        |

| Equipe                                          | Construtor | Chassis    | Motor                         | Pneu | No | Piloto                 | Piloto(s) de testes           |
| ----------------------------------------------- | ---------- | ---------- | ----------------------------- | ---- | -- | ---------------------- | ----------------------------- |
| Rothmans Williams Renault                       | Williams   | FW16       | Renault RS6 3.5 V10           | G    | 0  | Damon Hill             | David Coulthard               |
| Rothmans Williams Renault                       | Williams   | FW16       | Renault RS6 3.5 V10           | G    | 2  | Ayrton Senna           | David Coulthard               |
| Rothmans Williams Renault                       | Williams   | FW16       | Renault RS6 3.5 V10           | G    | 2  | David Coulthard        | David Coulthard               |
| Rothmans Williams Renault                       | Williams   | FW16       | Renault RS6 3.5 V10           | G    | 2  | Nigel Mansell          | David Coulthard               |
| Rothmans Williams Renault                       | Williams   | FW16B      | Renault RS6 3.5 V10           | G    | 0  | Damon Hill             | David Coulthard               |
| Rothmans Williams Renault                       | Williams   | FW16B      | Renault RS6 3.5 V10           | G    | 2  | David Coulthard        | David Coulthard               |
| Rothmans Williams Renault                       | Williams   | FW16B      | Renault RS6 3.5 V10           | G    | 2  | Nigel Mansell          | David Coulthard               |
| Tyrrell Racing Organisation                     | Tyrrell    | 022        | Yamaha OX10B 3.5 V10          | G    | 3  | Ukyo Katayama          | n/a                           |
| Tyrrell Racing Organisation                     | Tyrrell    | 022        | Yamaha OX10B 3.5 V10          | G    | 4  | Mark Blundell          | n/a                           |
| Mild Seven Benetton Ford                        | Benetton   | B194       | Ford ECA Zetec-R 3.5 V8       | G    | 5  | Michael Schumacher     | Jos Verstappen Paul Tracy     |
| Mild Seven Benetton Ford                        | Benetton   | B194       | Ford ECA Zetec-R 3.5 V8       | G    | 5  | JJ Lehto               | Jos Verstappen Paul Tracy     |
| Mild Seven Benetton Ford                        | Benetton   | B194       | Ford ECA Zetec-R 3.5 V8       | G    | 6  | Jos Verstappen         | Jos Verstappen Paul Tracy     |
| Mild Seven Benetton Ford                        | Benetton   | B194       | Ford ECA Zetec-R 3.5 V8       | G    | 6  | JJ Lehto               | Jos Verstappen Paul Tracy     |
| Mild Seven Benetton Ford                        | Benetton   | B194       | Ford ECA Zetec-R 3.5 V8       | G    | 6  | Johnny Herbert         | Jos Verstappen Paul Tracy     |
| Marlboro McLaren Peugeot                        | McLaren    | MP4-9      | Peugeot A6 3.5 V10            | G    | 7  | Mika Häkkinen          | Philippe Alliot               |
| Marlboro McLaren Peugeot                        | McLaren    | MP4-9      | Peugeot A6 3.5 V10            | G    | 7  | Philippe Alliot        | Philippe Alliot               |
| Marlboro McLaren Peugeot                        | McLaren    | MP4-9      | Peugeot A6 3.5 V10            | G    | 8  | Martin Brundle         | Philippe Alliot               |
| Footwork Ford                                   | Footwork   | FA15       | Ford HBE7/8 3.5 V8            | G    | 9  | Christian Fittipaldi   | n/a                           |
| Footwork Ford                                   | Footwork   | FA15       | Ford HBE7/8 3.5 V8            | G    | 10 | Gianni Morbidelli      | n/a                           |
| Team Lotus                                      | Lotus      | 107C       | Mugen-Honda MF-351 HB 3.5 V10 | G    | 11 | Pedro Lamy             | n/a                           |
| Team Lotus                                      | Lotus      | 107C       | Mugen-Honda MF-351 HB 3.5 V10 | G    | 11 | Alessandro Zanardi     | n/a                           |
| Team Lotus                                      | Lotus      | 107C       | Mugen-Honda MF-351 HB 3.5 V10 | G    | 12 | Johnny Herbert         | n/a                           |
| Team Lotus                                      | Lotus      | 109        | Mugen-Honda MF-351 HB 3.5 V10 | G    | 11 | Alessandro Zanardi     | n/a                           |
| Team Lotus                                      | Lotus      | 109        | Mugen-Honda MF-351 HB 3.5 V10 | G    | 11 | Philippe Adams         | n/a                           |
| Team Lotus                                      | Lotus      | 109        | Mugen-Honda MF-351 HB 3.5 V10 | G    | 11 | Éric Bernard           | n/a                           |
| Team Lotus                                      | Lotus      | 109        | Mugen-Honda MF-351 HB 3.5 V10 | G    | 11 | Mika Salo              | n/a                           |
| Team Lotus                                      | Lotus      | 109        | Mugen-Honda MF-351 HB 3.5 V10 | G    | 12 | Johnny Herbert         | n/a                           |
| Team Lotus                                      | Lotus      | 109        | Mugen-Honda MF-351 HB 3.5 V10 | G    | 12 | Alessandro Zanardi     | n/a                           |
| Sasol Jordan                                    | Jordan     | 194        | Hart 1035 3.5 V10             | G    | 14 | Rubens Barrichello     | n/a                           |
| Sasol Jordan                                    | Jordan     | 194        | Hart 1035 3.5 V10             | G    | 15 | Eddie Irvine           | n/a                           |
| Sasol Jordan                                    | Jordan     | 194        | Hart 1035 3.5 V10             | G    | 15 | Aguri Suzuki           | n/a                           |
| Sasol Jordan                                    | Jordan     | 194        | Hart 1035 3.5 V10             | G    | 15 | Andrea de Cesaris      | n/a                           |
| Tourtel Larrousse F1                            | Larrousse  | LH94       | Ford HBF7/8 3.5 V8            | G    | 19 | Olivier Beretta        | n/a                           |
| Tourtel Larrousse F1                            | Larrousse  | LH94       | Ford HBF7/8 3.5 V8            | G    | 19 | Philippe Alliot        | n/a                           |
| Tourtel Larrousse F1                            | Larrousse  | LH94       | Ford HBF7/8 3.5 V8            | G    | 19 | Yannick Dalmas         | n/a                           |
| Tourtel Larrousse F1                            | Larrousse  | LH94       | Ford HBF7/8 3.5 V8            | G    | 19 | Hideki Noda            | n/a                           |
| Tourtel Larrousse F1                            | Larrousse  | LH94       | Ford HBF7/8 3.5 V8            | G    | 20 | Érik Comas             | n/a                           |
| Tourtel Larrousse F1                            | Larrousse  | LH94       | Ford HBF7/8 3.5 V8            | G    | 20 | Jean-Denis Délétraz    | n/a                           |
| Minardi Scuderia Italia                         | Minardi    | M193B M194 | Ford HBC7/8 3.5 V8            | G    | 23 | Pierluigi Martini      | Luca Badoer                   |
| Minardi Scuderia Italia                         | Minardi    | M193B M194 | Ford HBC7/8 3.5 V8            | G    | 24 | Michele Alboreto       | Luca Badoer                   |
| Ligier Gitanes Blondes                          | Ligier     | JS39B      | Renault RS6 3.5 V10           | G    | 25 | Éric Bernard           | Franck Lagorce                |
| Ligier Gitanes Blondes                          | Ligier     | JS39B      | Renault RS6 3.5 V10           | G    | 25 | Johnny Herbert         | Franck Lagorce                |
| Ligier Gitanes Blondes                          | Ligier     | JS39B      | Renault RS6 3.5 V10           | G    | 25 | Franck Lagorce         | Franck Lagorce                |
| Ligier Gitanes Blondes                          | Ligier     | JS39B      | Renault RS6 3.5 V10           | G    | 26 | Olivier Panis          | Franck Lagorce                |
| Scuderia Ferrari                                | Ferrari    | 412T1      | Ferrari 043 3.5 V12           | G    | 27 | Jean Alesi             | Nicola Larini                 |
| Scuderia Ferrari                                | Ferrari    | 412T1      | Ferrari 043 3.5 V12           | G    | 27 | Nicola Larini          | Nicola Larini                 |
| Scuderia Ferrari                                | Ferrari    | 412T1      | Ferrari 043 3.5 V12           | G    | 28 | Gerhard Berger         | Nicola Larini                 |
| Scuderia Ferrari                                | Ferrari    | 412T1B     | Ferrari 043 3.5 V12           | G    | 27 | Jean Alesi             | Nicola Larini                 |
| Scuderia Ferrari                                | Ferrari    | 412T1B     | Ferrari 043 3.5 V12           | G    | 28 | Gerhard Berger         | Nicola Larini                 |
| Broker Sauber Mercedes                          | Sauber     | C13        | Mercedes 2175B 3.5 V10        | G    | 29 | Karl Wendlinger        | Norberto Fontana              |
| Broker Sauber Mercedes                          | Sauber     | C13        | Mercedes 2175B 3.5 V10        | G    | 29 | Andrea de Cesaris      | Norberto Fontana              |
| Broker Sauber Mercedes                          | Sauber     | C13        | Mercedes 2175B 3.5 V10        | G    | 29 | JJ Lehto               | Norberto Fontana              |
| Broker Sauber Mercedes                          | Sauber     | C13        | Mercedes 2175B 3.5 V10        | G    | 30 | Heinz-Harald Frentzen  | Norberto Fontana              |
| MTV Simtek Ford                                 | Simtek     | S941       | Ford HBD6 3.5 V8              | G    | 31 | David Brabham          | Andrea Montermini             |
| MTV Simtek Ford                                 | Simtek     | S941       | Ford HBD6 3.5 V8              | G    | 32 | Roland Ratzenberger    | Andrea Montermini             |
| MTV Simtek Ford                                 | Simtek     | S941       | Ford HBD6 3.5 V8              | G    | 32 | Andrea Montermini      | Andrea Montermini             |
| MTV Simtek Ford                                 | Simtek     | S941       | Ford HBD6 3.5 V8              | G    | 32 | Jean-Marc Gounon       | Andrea Montermini             |
| MTV Simtek Ford                                 | Simtek     | S941       | Ford HBD6 3.5 V8              | G    | 32 | Domenico Schiattarella | Andrea Montermini             |
| MTV Simtek Ford                                 | Simtek     | S941       | Ford HBD6 3.5 V8              | G    | 32 | Taki Inoue             | Andrea Montermini             |
| Pacific Grand Prix Ltd Ursus Pacific Grand Prix | Pacific    | PR01       | Ilmor 2175A 3.5 V10           | G    | 33 | Paul Belmondo          | Giovanni Lavaggi Oliver Gavin |
| Pacific Grand Prix Ltd Ursus Pacific Grand Prix | Pacific    | PR01       | Ilmor 2175A 3.5 V10           | G    | 34 | Bertrand Gachot        | Giovanni Lavaggi Oliver Gavin |

- Apesar de Alain Prost ter sido campeão em 1993, o número 1 não foi colocado no carro de Damon Hill, pois o francês havia se aposentado. Desde 1986, o expediente de atribuir o 1 a um piloto não-campeão está proibido.

## Trocas de pilotos
- Williams: Com a aposentadoria de Alain Prost, Ayrton Senna ocupou o lugar do francês. Damon Hill seguiu na equipe, ostentando um número #0 em seu carro. David Coulthard, piloto de testes da Williams, foi promovido a titular após o acidente fatal de Senna (Prost, Riccardo Patrese, Rubens Barrichello e Derek Warwick chegaram a ser cogitados) e Nigel Mansell chegou a disputar quatro provas (França, Europa, Japão e Austrália), que não tinham conflito de datas entre Fórmula 1 e CART.
- Tyrrell: Mark Blundell substituiu Andrea de Cesaris, que ficou sem equipe para correr (até sua contratação pela Jordan e posteriormente pela Sauber). Ukyo Katayama seguiu na equipe, que manteve os motores Yamaha.
- Benetton: J.J. Lehto foi inscrito para o início da temporada, mas o finlandês sofreu um grave acidente em testes da equipe, e foi impedido de competir. Substituído pelo holandês Jos Verstappen, entrou no lugar de Michael Schumacher durante a suspensão do alemão, sendo dispensado logo em seguida. Lesionado no acidente em Jerez, Verstappen foi substituído por Johnny Herbert nos dois últimos GPs, no Japão e na Austrália.[1]
- McLaren: Mika Häkkinen renovou seu contrato com a equipe, e seu companheiro seria o experiente inglês Martin Brundle, contratado para suceder Ayrton Senna. Philippe Alliot e Yannick Dalmas também foram cogitados para a vaga do tricampeão - Alliot disputou apenas o GP da Hungria pela equipe de Woking, substituindo Häkkinen, suspenso após provocar um acidente no GP da Alemanha.
- Footwork: O italiano Gianni Morbidelli assumiu o lugar do inglês Derek Warwick, que decidiu encerrar sua carreira na Fórmula 1. Christian Fittipaldi foi contratado para o lugar do japonês Aguri Suzuki na escuderia.
- Lotus: Pedro Lamy renovou seu vínculo com a tradicional equipe inglesa, assim como Johnny Herbert, e eles formaram a dupla inicial da escuderia na primeira parte do campeonato. Lamy sofreu acidente grave durante testes em Silverstone, ficando impedido de correr. Alessandro Zanardi, Philippe Adams, Mika Salo e Éric Bernard também correram pela equipe durante o ano.
- Jordan: Rubens Barrichello permaneceu na equipe, assim como Eddie Irvine, efetivado após disputar as 2 últimas provas da temporada anterior. O norte-irlandês terminaria suspenso por três corridas depois de causar um acidente no GP do Brasil, tendo sua vaga preenchida por Aguri Suzuki no Pacífico e Andrea de Cesaris em San Marino e Mônaco.
- Larrousse: O monegasco Olivier Beretta assinou com a equipe francesa para o lugar de Philippe Alliot. Érik Comas renovou o contrato com a Larrousse no fim de 1993, mas antes do fim da temporada, abandonou a categoria por falta de resultados.
- Minardi: Após unir-se à Scuderia Italia, a equipe de Faenza contratou Michele Alboreto no lugar de Jean-Marc Gounon, e manteve Pierluigi Martini.
- Ligier: Éric Bernard ficou até o gp de Portugal no carro #25 e foi substituído por Johnny Herbert no gp da Europa e Franck Lagorce no Japão e Austrália e tendo Olivier Panis, o campeão da Fórmula 3000 de 1993, no carro #26.
- Ferrari: Manteve Gerhard Berger e Jean Alesi, mas este sofreu um acidente em testes da Scuderia, e deu lugar ao italiano Nicola Larini nos GPs do Pacífico e de San Marino.
- Sauber: Com o bom desempenho no ano de estreia, manteve Karl Wendlinger e contratou o alemão Heinz-Harald Frentzen, que correu com Michael Schumacher e com o austríaco no início da carreira deste último.
- Simtek: Estreante, acertou um contrato de cinco corridas com o austríaco Roland Ratzenberger, e trouxe de volta o australiano David Brabham, fora da F-1 desde 1990. Com a morte de Ratzenberger, alternaram-se no carro #32: Andrea Montermini (machucou-se no treino da manhã do segundo dia para o GP da Espanha).[2] Jean-Marc Gounon (França até Portugal), Taki Inoue (apenas o GP do Japão) e Domenico Schiattarella (Europa e Austrália), que viria a ser contratado para a temporada seguinte.
- Pacific: Outra escuderia estreante, confirmou a volta do francês Paul Belmondo à categoria, e acertou um contrato com o franco-belga Bertrand Gachot, que também era um de seus acionistas.

## Calendário
| Prova | Grande Prêmio      | Data           | Local             |
| ----- | ------------------ | -------------- | ----------------- |
| 1     | GP do Brasil       | 27 de Março    | Interlagos        |
| 2     | GP do Pacífico     | 17 de Abril    | Aida              |
| 3     | GP de San Marino   | 1 de Maio      | Ímola             |
| 4     | GP de Mônaco       | 15 de Maio     | Monte Carlo       |
| 5     | GP da Espanha      | 29 de Maio     | Catalunya         |
| 6     | GP do Canadá       | 12 de Junho    | Montreal          |
| 7     | GP de França       | 3 de Julho     | Magny-Cours       |
| 8     | GP da Grã-Bretanha | 10 de Julho    | Silverstone       |
| 9     | GP da Alemanha     | 31 de Julho    | Hockenheim        |
| 10    | GP da Hungria      | 14 de Agosto   | Hungaroring       |
| 11    | GP da Bélgica      | 28 de Agosto   | Spa-Francorchamps |
| 12    | GP da Itália       | 11 de Setembro | Monza             |
| 13    | GP de Portugal     | 25 de Setembro | Estoril           |
| 14    | GP da Europa       | 16 de Outubro  | Jerez             |
| 15    | GP do Japão        | 6 de Novembro  | Suzuka            |
| 16    | GP da Austrália    | 13 de Novembro | Adelaide          |

## Resultados

### Grandes Prêmios
| GP | Grande Prêmio      | Pole Position      | Volta mais rápida  | Vencedor           | Equipe           | Descrição |
| -- | ------------------ | ------------------ | ------------------ | ------------------ | ---------------- | --------- |
| 1  | GP do Brasil       | Ayrton Senna       | Michael Schumacher | Michael Schumacher | Benetton-Ford    | Detalhes  |
| 2  | GP do Pacífico     | Ayrton Senna       | Michael Schumacher | Michael Schumacher | Benetton-Ford    | Detalhes  |
| 3  | GP de San Marino   | Ayrton Senna       | Damon Hill         | Michael Schumacher | Benetton-Ford    | Detalhes  |
| 4  | GP de Mônaco       | Michael Schumacher | Michael Schumacher | Michael Schumacher | Benetton-Ford    | Detalhes  |
| 5  | GP da Espanha      | Michael Schumacher | Michael Schumacher | Damon Hill         | Williams-Renault | Detalhes  |
| 6  | GP do Canadá       | Michael Schumacher | Michael Schumacher | Michael Schumacher | Benetton-Ford    | Detalhes  |
| 7  | GP de França       | Damon Hill         | Damon Hill         | Michael Schumacher | Benetton-Ford    | Detalhes  |
| 8  | GP da Grã-Bretanha | Damon Hill         | Damon Hill         | Damon Hill         | Williams-Renault | Detalhes  |
| 9  | GP da Alemanha     | Gerhard Berger     | David Coulthard    | Gerhard Berger     | Ferrari          | Detalhes  |
| 10 | GP da Hungria      | Michael Schumacher | Michael Schumacher | Michael Schumacher | Benetton-Ford    | Detalhes  |
| 11 | GP da Bélgica      | Rubens Barrichello | Damon Hill         | Damon Hill         | Williams-Renault | Detalhes  |
| 12 | GP da Itália       | Jean Alesi         | Damon Hill         | Damon Hill         | Williams-Renault | Detalhes  |
| 13 | GP de Portugal     | Gerhard Berger     | David Coulthard    | Damon Hill         | Williams-Renault | Detalhes  |
| 14 | GP da Europa       | Michael Schumacher | Michael Schumacher | Michael Schumacher | Benetton-Ford    | Detalhes  |
| 15 | GP do Japão        | Michael Schumacher | Damon Hill         | Damon Hill         | Williams-Renault | Detalhes  |
| 16 | GP da Austrália    | Nigel Mansell      | Michael Schumacher | Nigel Mansell      | Williams-Renault | Detalhes  |

### Pilotos
| Pos | Piloto                 | BRA | PAC | SMR | MON | ESP | CAN | FRA | GBR | GER | HUN | BEL | ITA | POR | EUR | JPN | AUS | Pontos |
| --- | ---------------------- | --- | --- | --- | --- | --- | --- | --- | --- | --- | --- | --- | --- | --- | --- | --- | --- | ------ |
| 1   | Michael Schumacher     | 1   | 1   | 1   | 1   | 2   | 1   | 1   | DSQ | Ret | 1   | DSQ | EX  | EX  | 1   | 2   | Ret | 92     |
| 2   | Damon Hill             | 2   | Ret | 6   | Ret | 1   | 2   | 2   | 1   | 8   | 2   | 1   | 1   | 1   | 2   | 1   | Ret | 91     |
| 3   | Gerhard Berger         | Ret | 2   | Ret | 3   | Ret | 4   | 3   | Ret | 1   | 12† | Ret | 2   | Ret | 5   | Ret | 2   | 41     |
| 4   | Mika Häkkinen          | Ret | Ret | 3   | Ret | Ret | Ret | Ret | 3   | Ret | EX  | 2   | 3   | 3   | 3   | 7   | 12† | 26     |
| 5   | Jean Alesi             | 3   |     |     | 5   | 4   | 3   | Ret | 2   | Ret | Ret | Ret | Ret | Ret | 10  | 3   | 6   | 24     |
| 6   | Rubens Barrichello     | 4   | 3   | NQ  | Ret | Ret | 7   | Ret | 4   | Ret | Ret | Ret | 4   | 4   | 12  | Ret | 4   | 19     |
| 7   | Martin Brundle         | Ret | Ret | 8   | 2   | 11† | Ret | Ret | Ret | Ret | 4†  | Ret | 5   | 6   | Ret | Ret | 3   | 16     |
| 8   | David Coulthard        |     |     |     |     | Ret | 5   |     | 5   | Ret | Ret | 4   | 6†  | 2   |     |     |     | 14     |
| 9   | Nigel Mansell          |     |     |     |     |     |     | Ret |     |     |     |     |     |     | Ret | 4   | 1   | 13     |
| 10  | Jos Verstappen         | Ret | Ret |     |     |     |     | Ret | 8   | Ret | 3   | 3   | Ret | 5   | Ret |     |     | 10     |
| 11  | Olivier Panis          | 11  | 9   | 11  | 9   | 7   | 12  | Ret | 12  | 2   | 6   | 7   | 10  | DSQ | 9   | 11  | 5   | 9      |
| 12  | Mark Blundell          | Ret | Ret | 9   | Ret | 3   | 10† | 10  | Ret | Ret | 5   | 5   | Ret | Ret | 13  | Ret | Ret | 8      |
| 13  | Heinz-Harald Frentzen  | Ret | 5   | 7   | NQ  | Ret | Ret | 4   | 7   | Ret | Ret | Ret | Ret | Ret | 6   | 6   | 7   | 7      |
| 14  | Nicola Larini          |     | Ret | 2   |     |     |     |     |     |     |     |     |     |     |     |     |     | 6      |
| 15  | Christian Fittipaldi   | Ret | 4   | 13† | Ret | Ret | DSQ | 8   | 9   | 4   | 14† | Ret | Ret | 8   | 17  | 8   | 8   | 6      |
| 16  | Eddie Irvine           | Ret | EX  | EX  | EX  | 6   | Ret | Ret | Ret | Ret | Ret | 13† | Ret | 7   | 4   | 5   | Ret | 6      |
| 17  | Ukyo Katayama          | 5   | Ret | 5   | Ret | Ret | Ret | Ret | 6   | Ret | Ret | Ret | Ret | Ret | 7   | Ret | Ret | 5      |
| 18  | Éric Bernard           | Ret | 10  | 12  | Ret | 8   | 13  | Ret | 13  | 3   | 10  | 10  | 7   | 10  | 18  |     |     | 4      |
| 19  | Karl Wendlinger        | 6   | Ret | 4   | NQ  | INJ | INJ | INJ | INJ | INJ | INJ | INJ | INJ | INJ | INJ | INJ | INJ | 4      |
| 19  | Andrea de Cesaris      |     |     | Ret | 4   |     | Ret | 6   | Ret | Ret | Ret | Ret | Ret | Ret | Ret |     |     | 4      |
| 21  | Pierluigi Martini      | 8   | Ret | Ret | Ret | 5   | 9   | 5   | 10  | Ret | Ret | 8   | Ret | 12  | 15  | Ret | 9   | 4      |
| 22  | Gianni Morbidelli      | Ret | Ret | Ret | Ret | Ret | Ret | Ret | Ret | 5   | Ret | 6   | Ret | 9   | 11  | Ret | Ret | 3      |
| 23  | Érik Comas             | 9   | 6   | Ret | 10  | Ret | Ret | 11† | Ret | 6   | 8   | Ret | 8   | Ret | Ret | 9   |     | 2      |
| 24  | JJ Lehto               |     |     | Ret | 7   | Ret | 6   |     |     |     |     |     | 9   | Ret |     | Ret | 10  | 1      |
| 25  | Michele Alboreto       | Ret | Ret | Ret | 6   | Ret | 11  | Ret | Ret | Ret | 7   | 9   | Ret | 13  | 14  | Ret | Ret | 1      |
| 26  | Johnny Herbert         | 7   | 7   | 10  | Ret | Ret | 8   | 7   | 11  | Ret | Ret | 12  | Ret | 11  | 8   | Ret | Ret | 0      |
| 27  | Olivier Beretta        | Ret | Ret | Ret | 8   | Ret | Ret | Ret | 14  | 7   | 9   |     |     |     |     |     |     | 0      |
| 28  | Pedro Lamy             | 10  | 8   | Ret | 11  |     |     |     |     |     |     |     |     |     |     |     |     | 0      |
| 29  | Jean-Marc Gounon       |     |     |     |     |     |     | 9   | 16  | Ret | Ret | 11  | Ret | 15  |     |     |     | 0      |
| 30  | Alessandro Zanardi     |     |     |     |     | 9   | 15  | Ret | Ret | Ret | 13  |     | Ret |     | 16  | 13  | Ret | 0      |
| 31  | David Brabham          | 12  | Ret | Ret | Ret | 10  | 14  | Ret | 15  | Ret | 11  | Ret | Ret | Ret | Ret | 12  | Ret | 0      |
| 32  | Mika Salo              |     |     |     |     |     |     |     |     |     |     |     |     |     |     | 10  | Ret | 0      |
| 33  | Franck Lagorce         |     |     |     |     |     |     |     |     |     |     |     |     |     |     | Ret | 11  | 0      |
| 34  | Roland Ratzenberger    | NQ  | 11  | NQ  |     |     |     |     |     |     |     |     |     |     |     |     |     | 0      |
| 35  | Yannick Dalmas         |     |     |     |     |     |     |     |     |     |     |     | Ret | 14  |     |     |     | 0      |
| 36  | Philippe Adams         |     |     |     |     |     |     |     |     |     |     | Ret |     | 16  |     |     |     | 0      |
| 37  | Domenico Schiattarella |     |     |     |     |     |     |     |     |     |     |     |     |     | 19  |     | Ret | 0      |
| 38  | Ayrton Senna           | Ret | Ret | Ret |     |     |     |     |     |     |     |     |     |     |     |     |     | 0      |
| 39  | Paul Belmondo          | NQ  | NQ  | NQ  | Ret | Ret | NQ  | NQ  | NQ  | NQ  | NQ  | NQ  | NQ  | NQ  | NQ  | NQ  | NQ  | 0      |
| 40  | Bertrand Gachot        | Ret | NQ  | Ret | Ret | Ret | Ret | NQ  | NQ  | NQ  | NQ  | NQ  | NQ  | NQ  | NQ  | NQ  | NQ  | 0      |
| 41  | Jean-Denis Délétraz    |     |     |     |     |     |     |     |     |     |     |     |     |     |     |     | Ret | 0      |
| 42  | Aguri Suzuki           |     | Ret |     |     |     |     |     |     |     |     |     |     |     |     |     |     | 0      |
| 43  | Philippe Alliot        |     |     |     |     |     |     |     |     |     | Ret | Ret |     |     |     |     |     | 0      |
| 44  | Hideki Noda            |     |     |     |     |     |     |     |     |     |     |     |     |     | Ret | Ret | Ret | 0      |
| 45  | Taki Inoue             |     |     |     |     |     |     |     |     |     |     |     |     |     |     | Ret |     | 0      |
| -   | Andrea Montermini      |     |     |     |     | NQ  |     |     |     |     |     |     |     |     |     |     |     | -      |
| Pos | Piloto                 | BRA | PAC | SMR | MON | ESP | CAN | FRA | GBR | GER | HUN | BEL | ITA | POR | EUR | JPN | AUS | Pontos |

| Cor        | Resultado             |
| ---------- | --------------------- |
| Ouro       | Vencedor              |
| Prata      | 2.º lugar             |
| Bronze     | 3.º lugar             |
| Verde      | Terminou, nos pontos  |
| Azul       | Terminou, sem pontos  |
| Púrpura    | Ret – Retirou-se      |
| Vermelho   | NQ – Não qualificado  |
| Preto      | DSQ – Desqualificado  |
| Branco     | NL – Não largou       |
| Branco     | C – Corrida cancelada |
| Azul claro | AT – Apenas Treino    |
| Sem cor    | NP – Não participou   |
| Sem cor    | Les – Lesionado       |
| Sem cor    | EX – Excluído         |

* Em negrito indica pole position e itálico volta mais rápida.
† Completou mais de 90% da distância da corrida.

## Trocas de pilotos
A temporada de 1994 foi marcada pelas inúmeras trocas de pilotos durante o campeonato.
- Nigel Mansell substituiu David Coulthard em quatro corridas enquanto os calendários da F-1 e da CART não coincidiam.
- J.J. Lehto, contratado pela Benetton para o lugar de Riccardo Patrese, foi impedido de correr nos GPs do Brasil e do Pacífico após sofrer acidente durante testes, e seu lugar foi ocupado pelo novato holandês Jos Verstappen. O piloto finlandês, que chegou a correr no lugar de Schumacher durante a suspensão do alemão, também disputaria duas etapas pela Sauber, substituindo Andrea De Cesaris, que se aposentou das pistas após o GP da Europa.
- Eddie Irvine, punido com três corridas de gancho pelo acidente causado no Brasil, foi substituído pelo japonês Aguri Suzuki (GP do Pacífico) e por De Cesaris (San Marino e Mônaco).
- Olivier Beretta abandonou a F-1 depois do GP da Hungria. Philippe Alliot, Yannick Dalmas e Hideki Noda completaram o campeonato pela Larrousse (os dois últimos).
- Alliot também correu na McLaren em substituição a Mika Häkkinen na Hungria. O finlandês levara uma suspensão devido ao acidente na largada do GP da Alemanha.
- Apesar de ter feito dois sextos lugares, Érik Comas foi substituído no GP da Austrália pelo suíço Jean-Denis Délétraz, que trazia uma considerável quantia em dinheiro.
- Pedro Lamy se acidentou durante testes da Lotus em Silverstone, e ficou impossibilitado de correr no resto do campeonato. O belga Philippe Adams e o finlandês Mika Salo ocuparam o lugar do português. Alessandro Zanardi (bicampeão da CART e que retornaria à F-1 em 1999) disputou dez etapas, todas pela Lotus.
- Franck Lagorce, vice-campeão da Fórmula 3000, correu duas etapas pela Ligier, no lugar de Éric Bernard, que foi para a Lotus em troca com Johnny Herbert, que iria à escuderia francesa.
- Roland Ratzenberger, falecido em Ímola, foi substituído por quatro pilotos: Andrea Montermini (que acabou se acidentando na Espanha), Jean-Marc Gounon (ex-Minardi), Taki Inoue e Mimmo Schiattarella, que correu também em 1995 e teve passagens curtas pela CART entre 1994 e 1995 e em 1998.
- Jean Alesi havia se machucado durante testes da Ferrari. Nicola Larini, reserva da Scuderia, foi seu substituto nos GPs do Pacífico e de San Marino, onde obteve seu único pódio na categoria.
- Vincenzo Sospiri, companheiro de equipe de Taki Inoue na F-3000, chegou a ser cogitado para uma vaga na Simtek (fez inclusive um teste com Inoue), mas perdeu o posto para o japonês, cujo aporte financeiro era superior ao do italiano.

### Pilotos
| Pos | Piloto                 | Construtor(es)    | Corridas | Vitórias | Pódiuns | Poles | V.rápidas | Subtotal de Pontos | Total de Pontos |
| --- | ---------------------- | ----------------- | -------- | -------- | ------- | ----- | --------- | ------------------ | --------------- |
| 1   | Michael Schumacher     | Benetton-Ford     | 14       | 8        | 10      | 6     | 8         | 92                 | 92              |
| 2   | Damon Hill             | Williams-Renault  | 16       | 6        | 11      | 2     | 6         | 91                 | 91              |
| 3   | Gerhard Berger         | Ferrari           | 16       | 1        | 6       | 2     | 0         | 41                 | 41              |
| 4   | Mika Häkkinen          | McLaren-Peugeot   | 15       | 0        | 6       | 0     | 0         | 26                 | 26              |
| 5   | Jean Alesi             | Ferrari           | 14       | 0        | 4       | 1     | 0         | 24                 | 24              |
| 6   | Rubens Barrichello     | Jordan-Hart       | 15       | 0        | 1       | 1     | 0         | 19                 | 19              |
| 7   | Martin Brundle         | McLaren-Peugeot   | 16       | 0        | 2       | 0     | 0         | 16                 | 16              |
| 8   | David Coulthard        | Williams-Renault  | 8        | 0        | 1       | 0     | 2         | 14                 | 14              |
| 9   | Nigel Mansell          | Williams-Renault  | 4        | 1        | 1       | 1     | 0         | 13                 | 13              |
| 10  | Jos Verstappen         | Benetton-Ford     | 10       | 0        | 2       | 0     | 0         | 10                 | 10              |
| 11  | Olivier Panis          | Ligier-Renault    | 16       | 0        | 1       | 0     | 0         | 9                  | 9               |
| 12  | Mark Blundell          | Tyrrell-Yamaha    | 16       | 0        | 1       | 0     | 0         | 8                  | 8               |
| 13  | Heinz-Harald Frentzen  | Sauber-Mercedes   | 15       | 0        | 0       | 0     | 0         | 7                  | 7               |
| 14  | Nicola Larini          | Ferrari           | 2        | 0        | 1       | 0     | 0         | 6                  | 6               |
| 15  | Christian Fittipaldi   | Footwork-Ford     | 16       | 0        | 0       | 0     | 0         | 6                  | 6               |
| 16  | Eddie Irvine           | Jordan-Hart       | 13       | 0        | 0       | 0     | 0         | 6                  | 6               |
| 17  | Ukyo Katayama          | Tyrrell-Yamaha    | 16       | 0        | 0       | 0     | 0         | 5                  | 5               |
| 18  | Éric Bernard           | Ligier-Renault    | 13       | 0        | 1       | 0     | 0         | 4                  | 4               |
| 18  | Éric Bernard           | Lotus-Mugen Honda | 1        | 0        | 0       | 0     | 0         | 0                  | 4               |
| 19  | Karl Wendlinger        | Sauber-Mercedes   | 3        | 0        | 0       | 0     | 0         | 4                  | 4               |
| 20  | Andrea de Cesaris      | Jordan-Hart       | 2        | 0        | 0       | 0     | 0         | 3                  | 4               |
| 20  | Andrea de Cesaris      | Sauber-Mercedes   | 9        | 0        | 0       | 0     | 0         | 1                  | 4               |
| 21  | Pierluigi Martini      | Minardi-Ford      | 16       | 0        | 0       | 0     | 0         | 4                  | 4               |
| 22  | Gianni Morbidelli      | Footwork-Ford     | 16       | 0        | 0       | 0     | 0         | 3                  | 3               |
| 23  | Érik Comas             | Larrousse-Ford    | 15       | 0        | 0       | 0     | 0         | 2                  | 2               |
| 24  | J.J. Lehto             | Benetton-Ford     | 6        | 0        | 0       | 0     | 0         | 1                  | 1               |
| 24  | J.J. Lehto             | Sauber-Mercedes   | 2        | 0        | 0       | 0     | 0         | 0                  | 1               |
| 25  | Michele Alboreto       | Minardi-Ford      | 16       | 0        | 0       | 0     | 0         | 1                  | 1               |
| 26  | Johnny Herbert         | Lotus-Mugen Honda | 13       | 0        | 0       | 0     | 0         | 0                  | 0               |
| 26  | Johnny Herbert         | Ligier-Renault    | 1        | 0        | 0       | 0     | 0         | 0                  | 0               |
| 26  | Johnny Herbert         | Benetton-Ford     | 2        | 0        | 0       | 0     | 0         | 0                  | 0               |
| 27  | Olivier Beretta        | Larrousse-Ford    | 10       | 0        | 0       | 0     | 0         | 0                  | 0               |
| 28  | Pedro Lamy             | Lotus-Mugen Honda | 4        | 0        | 0       | 0     | 0         | 0                  | 0               |
| 29  | Jean-Marc Gounon       | Simtek-Ford       | 7        | 0        | 0       | 0     | 0         | 0                  | 0               |
| 30  | Alessandro Zanardi     | Lotus-Mugen Honda | 10       | 0        | 0       | 0     | 0         | 0                  | 0               |
| 31  | David Brabham          | Simtek-Ford       | 16       | 0        | 0       | 0     | 0         | 0                  | 0               |
| 32  | Mika Salo              | Lotus-Mugen Honda | 2        | 0        | 0       | 0     | 0         | 0                  | 0               |
| 33  | Franck Lagorce         | Ligier-Renault    | 2        | 0        | 0       | 0     | 0         | 0                  | 0               |
| 34  | Roland Ratzenberger    | Simtek-Ford       | 1        | 0        | 0       | 0     | 0         | 0                  | 0               |
| 35  | Yannick Dalmas         | Larrousse-Ford    | 2        | 0        | 0       | 0     | 0         | 0                  | 0               |
| 36  | Philippe Adams         | Lotus-Mugen Honda | 2        | 0        | 0       | 0     | 0         | 0                  | 0               |
| 37  | Domenico Schiattarella | Simtek-Ford       | 2        | 0        | 0       | 0     | 0         | 0                  | 0               |
| 38  | Ayrton Senna           | Williams-Renault  | 3        | 0        | 0       | 3     | 0         | 0                  | 0               |
| 39  | Paul Belmondo          | Pacific-Ilmor     | 2        | 0        | 0       | 0     | 0         | 0                  | 0               |
| 40  | Bertrand Gachot        | Pacific-Ilmor     | 5        | 0        | 0       | 0     | 0         | 0                  | 0               |
| 41  | Jean-Denis Délétraz    | Larrousse-Ford    | 1        | 0        | 0       | 0     | 0         | 0                  | 0               |
| 42  | Aguri Suzuki           | Jordan-Hart       | 1        | 0        | 0       | 0     | 0         | 0                  | 0               |
| 43  | Philippe Alliot        | McLaren-Peugeot   | 1        | 0        | 0       | 0     | 0         | 0                  | 0               |
| 43  | Philippe Alliot        | Larrousse-Ford    | 1        | 0        | 0       | 0     | 0         | 0                  | 0               |
| 44  | Hideki Noda            | Larrousse-Ford    | 3        | 0        | 0       | 0     | 0         | 0                  | 0               |
| 45  | Taki Inoue             | Simtek-Ford       | 1        | 0        | 0       | 0     | 0         | 0                  | 0               |
| -   | Andrea Montermini      | Simtek-Ford       | -        | -        | -       | -     | -         | -                  | -               |

## Construtores
| Pos | Construtor | Chassis | Motor                    | Pneu | GPs    | Vitórias | Pódiums | Poles | Subtotal de Pontos | Total de Pontos |
| --- | ---------- | ------- | ------------------------ | ---- | ------ | -------- | ------- | ----- | ------------------ | --------------- |
| 1   | Williams   | FW16    | Renault RS6 3.5 V10      | G    | 8      | 2        | 5       | 5     | 43                 | 118             |
| 1   | Williams   | FW16B   | Renault RS6 3.5 V10      | G    | 8      | 5        | 8       | 1     | 75                 | 118             |
| 2   | Benetton   | B194    | Ford ECA Zetec-R 3.5 V8  | G    | 16     | 8        | 12      | 6     | 103                | 103             |
| 3   | Ferrari    | 412T1   | Ferrari 043 3.5 V12      | G    | 6      |          | 5       |       | 32                 | 71              |
| 3   | Ferrari    | 412T1B  | Ferrari 043 3.5 V12      | G    | 10     | 1        | 6       | 3     | 39                 | 71              |
| 4   | McLaren    | MP4/9   | Peugeot A6 3.5 V10       | G    | 16     |          | 8       |       | 42                 | 42              |
| 5   | Jordan     | 194     | Hart 1035 3.5 V10        | G    | 16     |          | 1       | 1     | 28                 | 28              |
| 6   | Ligier     | JS39B   | Renault RS6 3.5 V10      | G    | 16     |          | 2       |       | 13                 | 13              |
| 7   | Tyrrell    | 022     | Yamaha OX10B 3.5 V10     | G    | 16     |          | 1       |       | 13                 | 13              |
| 8   | Sauber     | C13     | Mercedes 2175B 3.5 V10   | G    | 15     |          |         |       | 12                 | 12              |
| 9   | Footwork   | FA15    | Ford HBE7/8 3.5 V8       | G    | 16     |          |         |       | 9                  | 9               |
| 10  | Minardi    | M193B   | Ford HBC7/8 3.5 V8       | G    | 5      |          |         |       | 3                  | 5               |
| 10  | Minardi    | M194    | Ford HBC7/8 3.5 V8       | G    | 11     |          |         |       | 2                  | 5               |
| 11  | Larrousse  | LH94    | Ford HBF7/8 3.5 V8       | G    | 16     |          |         |       | 2                  | 2               |
| 12  | Lotus      | 107C    | Mugen Honda MF-351HC V10 | G    | 6      |          |         |       | 0                  | 0               |
| 12  | Lotus      | 109     | Mugen Honda MF-351HC V10 | G    | 12     |          |         |       | 0                  | 0               |
| 13  | Simtek     | S941    | Ford HBD6 3.5 V8         | G    | 16     |          |         |       | 0                  | 0               |
| 14  | Pacific    | PR01    | Ilmor 2175A 3.5 V10      | G    | 5 (11) |          |         |       | 0                  | 0               |